# ستاد كارلوس تارتيري
ستاد كارلوس تارتيري (بالإنجليزية: Estadio Carlos Tartiere)‏ هو ملعب رياضي متعدد الأغراض يستخدم بشكل أساسي لمباريات كرة القدم يقع في أوفييدو، إسبانيا، افتتح الملعب في 20 سبتمبر 2000 و يتسع لـ 30,500 متفرج. هو الملعب الرسمي لفريق ريال أوفييدو.